# Минт Хил (Северна Каролина)
Минт Хил (енгл. Mint Hill) град је у америчкој савезној држави Северна Каролина.

## Демографија
По попису из 2010. године број становника је 22.722, што је 7.8 (52,3%) становника више него 2000. године.
| Група             | 2000.          | 2010.          |
| Белци             | 13.187 (88,4%) | 17.016 (74,9%) |
| Афроамериканци    | 867 (5,8%)     | 2.804 (12,3%)  |
| Азијати           | 172 (1,2%)     | 576 (2,5%)     |
| Хиспаноамериканци | 472 (3,2%)     | 1.883 (8,3%)   |
| Укупно            | 14.922         | 22.722         |